# Hans Rogler
Hans Rogler est un agriculteur allemand considéré comme étant le premier à avoir cultivé des pommes de terre dans ce pays en 1647, dans le village de Pilgramsreuth près de la ville de Rehau en Bavière.
Rogler avait obtenu les tubercules à Rossbach (actuellement Hranice en République tchèque) auprès de parents, qui les avaient eux-mêmes reçus de soldats néerlandais.
Un monument commémoratif dédié à Hans Rogler a été érigé dans le cimetière de Pilgramsreuth en décembre 1990. Cette sculpture en bronze sur un socle de pierre représente un paysan debout tenant ses outils à la main et une paysanne agenouillée portant un panier, tous deux en costumes du XVIIe siècle.